# Lijst van spelers van het Guatemalteeks voetbalelftal
Deze lijst van spelers van het Guatemalteeks voetbalelftal geeft een overzicht van alle voetballers die minimaal vijftig interlands achter hun naam hebben staan voor Guatemala..

## Overzicht
- Bijgewerkt tot en met interland tegen  El Salvador op 31 maart 2015

| Naam speler           | Interlands | Goals | Debuut | Laatst |
| --------------------- | ---------- | ----- | ------ | ------ |
| Carlos Ruíz           | 112        | 57    | 1998   | 2015   |
| Guillermo Ramírez     | 106        | 16    | 1997   | 2012   |
| Gustavo Cabrera       | 104        | 2     | 2000   | 2012   |
| Fredy Thompson        | 90         | 3     | 2001   | 2011   |
| Juan Carlos Plata     | 87         | 35    | 1996   | 2010   |
| Gonzalo Romero        | 83         | 9     | 2000   | 2012   |
| Julio Girón           | 82         | 0     | 1992   | 2006   |
| Edgar Estrada         | 80         | 0     | 1995   | 2003   |
| Mario Rodríguez       | 79         | 10    | 2003   | 2013   |
| Freddy García         | 73         | 23    | 1998   | 2011   |
| Dwight Pezzarossi     | 72         | 16    | 2000   | 2012   |
| Erick Miranda         | 69         | 1     | 1991   | 2001   |
| Edgar Valencia        | 68         | 5     | 1991   | 2003   |
| German Ruano          | 67         | 0     | 1995   | 2001   |
| Juan Manuel Funes     | 66         | 15    | 1985   | 2000   |
| Allan Wellmann        | 62         | 1     | 1976   | 1989   |
| Carlos Figueroa       | 60         | 5     | 2003   | 2013   |
| Martín Machón         | 60         | 5     | 1992   | 2006   |
| José Manuel Contreras | 56         | 5     | 2006   | 2015   |
| Pablo Melgar          | 56         | 1     | 2002   | 2007   |
| Víctor Hugo Monzon    | 55         | 1     | 1979   | 1992   |
| Mario Acevedo         | 53         | 5     | 1996   | 2008   |
| Ricardo Trigueño      | 53         | 0     | 2003   | 2010   |
| Néstor Martínez       | 51         | 0     | 2002   | 2007   |
| Julio Alberto Rodas   | 51         | 10    | 1988   | 2000   |
| Carlos Gallardo       | 50         | 3     | 2008   | 2015   |

FNFG · A-internationals · Selecties · Guatemalteeks vrouwenelftal
1920 – 1949 ·
1950 – 1969 ·
1970 – 1979 ·
1980 – 1989 ·
1990 – 1999 ·
2000 – 2009 ·
2010 – 2019 ·
2020 − 2029
1921 · 
1922 · 
1923 · 
1923–1929 · 
1930 · 
1931–1934 · 
1935 · 
1935–1942 · 
1943 · 
1944 · 1945 · 
1946 · 
1947 · 
1948 · 
1949 · 
1950 · 
1941 · 1942 · 
1953 · 
1954 · 
1955 · 
1956 · 
1957 · 
1958 · 1959 · 
1960 · 
1961 · 1962 · 
1963 · 
1964 · 
1965 · 
1966 · 
1967 · 
1968 · 
1969 · 
1970 · 
1971 · 
1972 · 
1973 · 
1974 · 
1975 · 
1976 · 
1977 · 
1978 · 1979 · 
1980 · 
1981 · 1982 · 
1983 · 
1984 · 
1985 · 
1986 · 
1987 · 
1988 · 
1989 · 
1990 · 
1991 · 
1992 · 
1993 · 1994 · 
1995 · 
1996 · 
1997 · 
1998 · 
1999 · 
2000 · 
2001 · 
2002 · 
2003 · 
2004 · 
2005 · 
2006 · 
2007 · 
2008 · 
2009 · 
2010 · 
2011 · 
2012 · 
2013 · 
2014 ·
2015 ·
2016 ·
2017 ·
2018 ·
2019 ·
2020 ·
2021 ·
2022 ·
2023 ·
2024
Anguilla ·
Antigua en Barbuda ·
Argentinië ·
Armenië ·
Barbados ·
Belize ·
Bermuda ·
Bolivia ·
Brazilië ·
Britse Maagdeneilanden ·
Canada ·
Chili ·
Colombia ·
Costa Rica ·
Cuba ·
Curaçao ·
Dominica ·
Dominicaanse Republiek ·
Ecuador ·
El Salvador ·
Grenada ·
Guyana ·
Haïti ·
Honduras ·
IJsland ·
Iran ·
Israël ·
Jamaica ·
Japan ·
Mexico ·
Nederlandse Antillen ·
Nicaragua ·
Noorwegen ·
Panama ·
Paraguay ·
Peru ·
Polen ·
Puerto Rico ·
Qatar ·
Saint Lucia ·
Saint Vincent en de Grenadines ·
Slowakije ·
Sovjet-Unie ·
Suriname ·
Trinidad en Tobago ·
Uruguay ·
Venezuela ·
Verenigde Staten ·
Zuid-Afrika ·
Zuid-Korea